# Macrourus caml
Macrourus caml is een straalvinnige vissensoort uit de familie van de rattenstaarten (Macrouridae). De wetenschappelijke naam van de soort is voor het eerst geldig gepubliceerd in 2012 door McMillan, Iwamoto, Stewart & Smith.